# Guerra dei tre Enrichi
La guerra dei tre Enrichi fu un conflitto che tra il 1585 e il 1589, nell'ambito delle guerre di religione francesi, contrappose per la successione al trono di Francia il campione della Lega cattolica Enrico di Guisa a Enrico di Navarra, portabandiera degli Ugonotti, appoggiato dal cognato, re Enrico III di Valois.
Il conflitto terminò in seguito agli assassinii di Enrico di Guisa e di Enrico III di Valois e alla successiva proclamazione di Enrico di Navarra a re di Francia come Enrico IV.

## Storia
La guerra dei tre Enrichi fu l'atto finale delle guerre di religione francesi.
In seguito alla morte di Francesco Ercole di Valois, fratello e successore designato di re Enrico III, il fervente ugonotto Enrico di Navarra divenne l'erede più accreditato. L'eventuale successione di un sovrano protestante allarmò però il re di Spagna Filippo II, che decise di appoggiare i cattolici francesi, organizzati nella Lega cattolica e guidati da Enrico di Guisa.
Inizialmente re Enrico III appoggiava Enrico di Guisa ma, quando l'Invincibile Armata spagnola fu sconfitta dalla flotta inglese, decise di porre fine alle ostilità che dividevano in due il regno facendo assassinare Enrico di Guisa. Il partito cattolico reagì: Jacques Clément, un monaco fanatico cattolico armato dai Guisa, uccise lo stesso Enrico III nel 1589; in punto di morte il re francese riconobbe come suo erede Enrico di Navarra.
Il papa dichiarò nulla la successione e gli spagnoli intervennero in difesa dei cattolici in Francia, tuttavia Enrico riuscì a prevalere.
Prima di entrare a Parigi, roccaforte del cattolicesimo, per essere incoronato, il nuovo re fu obbligato ad abiurare pubblicamente il calvinismo. Enrico accettò di abbandonare la propria religione (esprimendosi con la famosa frase "Parigi val bene una messa") e venne incoronato col nome di Enrico IV.
Sebbene fosse diventato ufficialmente cattolico, concesse al partito ugonotto, con l'editto di Nantes, pari diritti civili rispetto ai cattolici (anche se il cattolicesimo rimaneva la religione di Stato) e alcune roccaforti (chiamate "places de sureté"), tra cui La Rochelle.